# Andrzej Molenda (oficer)

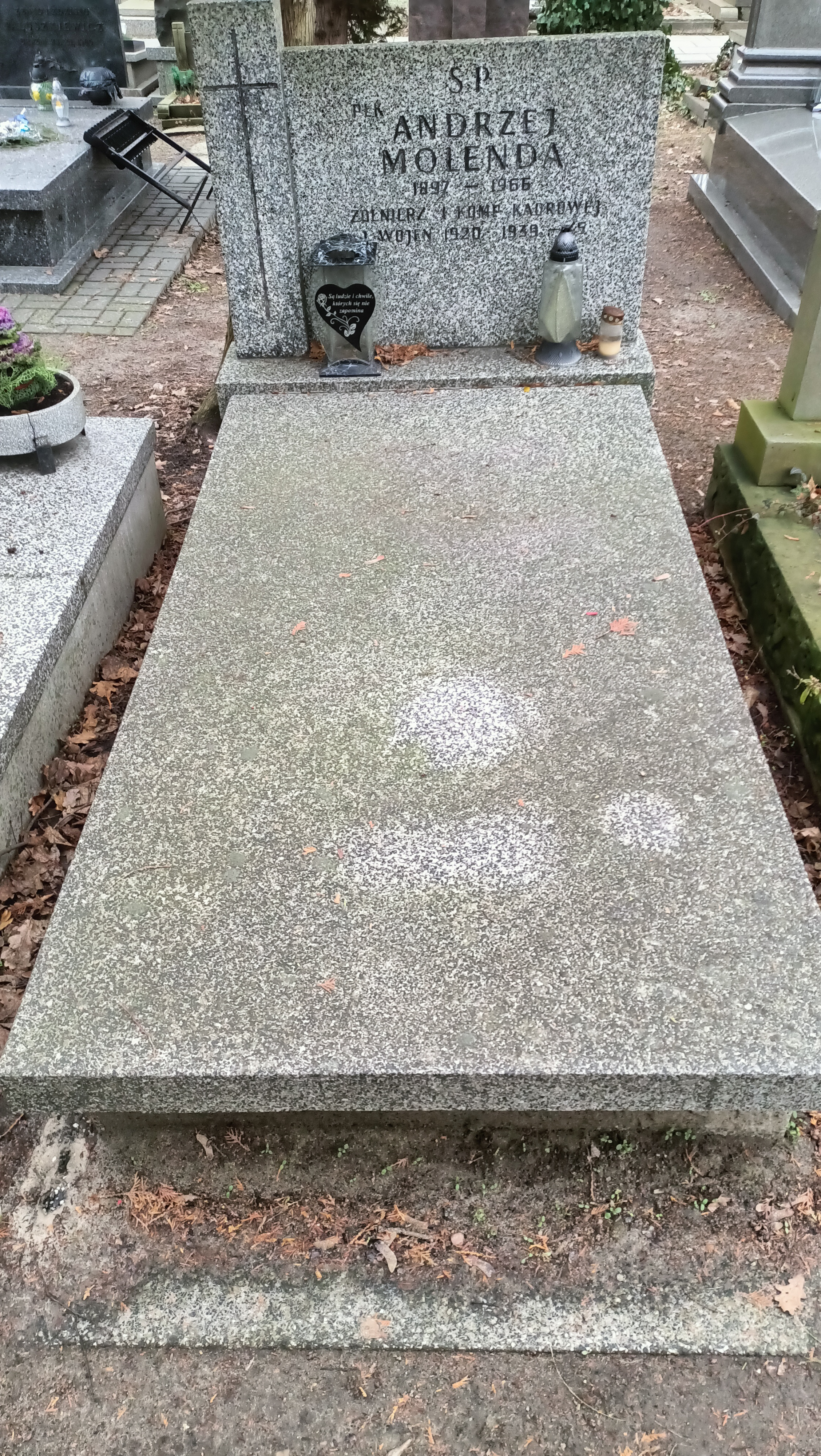
Grób Andrzeja Molendy na Cmentarzu Wojskowym na Powązkach

Andrzej Molenda, ps. „Olszewski”, „Lewar”, „Wujek” (ur. 24 kwietnia 1897 w Molendach, zm. 17 października 1966 w Warszawie) – pułkownik dyplomowany artylerii Wojska Polskiego, Gwardii Ludowej i Armii Ludowej.

## Życiorys
Urodził się we wsi Molendy, w ówczesnym powiecie kozienickim guberni radomskiej, w rodzinie Andrzeja i Józefy z Miśkiewiczów. W 1912 wstąpił do Polskich Drużyn Strzeleckich. W latach 1914–1917 walczył w Legionach Polskich. 6 sierpnia 1914 wymaszerował z Krakowa w składzie 4 plutonu 1 Kompanii Kadrowej. Po kryzysie przysięgowym internowany w Szczypiornie, zwolniony w 1918 był instruktorem Polskiej Organizacji Wojskowej.
W listopadzie 1918 rozpoczął służbę w Wojsku Polskim, w 1 pułku artylerii polowej w Warszawie. W 1919 brał czynny udział w walkach o Lwów. Do końca 1921 był zastępcą dowódcy baterii w 1 pułku artylerii polowej Legionów w Wilnie. 5 stycznia 1930 zakończył służbę w 7 pułku artylerii lekkiej w Częstochowie i rozpoczął studia w Wyższej Szkole Wojennej w Warszawie. 1 listopada 1932, po ukończeniu kursu i uzyskaniu dyplomu naukowego oficera dyplomowanego, przydzielony został do Biura Ogólno-Organizacyjnego Ministerstwa Spraw Wojskowych. Dwa lata później przeniesiony został do stacjonującego w garnizonie Stanisławów 11 pułku artylerii lekkiej. Do 1936 był oficerem sztabu w dowództwie 11 Karpackiej Dywizji Piechoty, a później wrócił do Wilna, na stanowisko dowódcy szkoły podoficerskiej. W sierpniu 1938 skierowany został do pracy w Sztabie Głównym WP. Do wybuchu II wojny światowej nie awansował, występując przez piętnaście lat w stopniu kapitana.
W kampanii wrześniowej 1939 walczył w obronie Warszawy. Do 19 września był oficerem sztabu płk. Juliana Janowskiego, dowódcy Odcinka „Warszawa-Wschód” (Praga). Ranny dostał się do niewoli niemieckiej, przebywał w obozie w Limburgu. Przeniesiony po nieudanej próbie ucieczki do obozu w Dössel był jednym z inicjatorów zbiorowej ucieczki 47 więźniów. W 1943 przedostał się do Częstochowy, gdzie nawiązał kontakt z Gwardią Ludową. Pracował w Dowództwie Głównym GL, następnie w Sztabie Głównym Armii Ludowej. W lipcu 1944 skierowany na szefa sztabu II Obwodu AL. W czasie walk w Lasach Parczewskich w lipcu 1944 ranny, ponownie dostał się do niewoli niemieckiej. Przesłuchiwany przez Gestapo, więziony w Lublinie i Radomiu, trafił do niemieckiego obozu koncentracyjnego Auschwitz-Birkenau, następnie do Buchenwaldu (w bloku śmierci).
Po wojnie wrócił do kraju i został przyjęty do ludowego Wojska Polskiego. Wykładał na Wyższej Szkole Artylerii w Toruniu. Zmarł tragicznie 17 października 1966 w Warszawie, pochowany na cmentarzu wojskowym na Cmentarzu Wojskowym na Powązkach w Warszawie (kwatera IIB24-1-4).

## Awanse służbowe
- porucznik – 3 maja 1922 zweryfikowany ze starszeństwem z dniem 1 czerwca 1919 i 201 lokatą w korpusie oficerów artylerii
- kapitan – 1 grudnia 1924 ze starszeństwem z dniem 15 sierpnia 1924 i 47 lokatą w korpusie oficerów artylerii na 142 awansowanych; w 1932, mimo ukończenia WSWoj., zajmował 29 lokatę z tym samym starszeństwem
- major – 5 lutego 1944 rozkazem Dowództwa Głównego Armii Ludowej[3]
- pułkownik – w latach 50 lub w 1960 (w tym roku odszedł w stan spoczynku)

## Ordery i odznaczenia
- Krzyż Srebrny Orderu Wojennego Virtuti Militari
- Krzyż Komandorski Orderu Odrodzenia Polski
- Order Krzyża Grunwaldu III klasy
- Krzyż Niepodległości (12 maja 1931)[4]
- Krzyż Walecznych (trzykrotnie)
- Złoty Krzyż Zasługi
- Srebrny Krzyż Zasługi (10 listopada 1928)[5]
- Krzyż Partyzancki
- Medal Zwycięstwa i Wolności 1945
- Medal Pamiątkowy za Wojnę 1918–1921
- Medal Dziesięciolecia Odzyskanej Niepodległości
- Odznaka Pamiątkowa „Pierwszej Kadrowej”[6]